# Bailleul-Neuville
 Bailleul-Neuville  es una población y comuna francesa, en la región de Alta Normandía, departamento de Sena Marítimo, en el distrito de Dieppe y cantón de Londinières.

## Demografía
| 260 | 254 | 245 | 195 | 184 | 179 |
| Para los censos de 1962 a 1999 la población legal corresponde a la población sin duplicidades (Fuente: INSEE [Consultar]) |     |     |     |     |     |